# Ӱ
La Ӱ, minuscolo ӱ, è una lettera dell'alfabeto cirillico. Viene usata oggi nella versione del cirillico per la lingua mari, gagauza e hanti, dove rappresenta la vocale /y/. È stata costruita sulla base della lettera У.